# Ichneumon stramentarius
Ichneumon stramentarius är en stekelart som beskrevs av Johann Ludwig Christian Gravenhorst 1820. Ichneumon stramentarius ingår i släktet Ichneumon och familjen brokparasitsteklar. Arten är reproducerande i Sverige.

## Underarter
Arten delas in i följande underarter:
- I. s. boreomaritimus
- I. s. septentrionalis